# Nina O'Brien
Pour les articles homonymes, voir O'Brien.
Nina O'Brien, née le 29 novembre 1997 à San Francisco, en Californie, est une skieuse alpine américaine

## Biographie
Nina O'Brien prend part à des courses de la Coupe nord-américaine en 2014, dès sa première saison dans le cirque blanc. En 2015, elle connaît sa première sélection avec l'équipe américaine pour les championnats du monde junior et devient championne au niveau national de slalom chez les juniors. Plus tard, elle obtient le titre national sénior du slalom géant en battant des skieuses plus âgées telles que Paula Moltzan et Megan McJames.
Elle débute en Coupe du monde en novembre 2016 à Killington. Elle marque ses premiers points deux ans plus tard au même lieu avec une 23e place sur le slalom. En parallèle, elle multiplie les podiums sur la Coupe nord-américaine, ce qui l'amène à remporter le classement général.
Aux Championnats du monde 2019, sa première compétition majeure, elle est 34e du slalom et 28e du slalom géant. 

## Palmarès

### Championnats du monde
| Épreuve / Édition | Åre 2019 | Courchevel-Méribel 2023 |
| ----------------- | -------- | ----------------------- |
| Slalom            | 34e      |                         |
| Slalom géant      | 28e      |                         |
| Par équipes       |          | Or                      |

### Coupe du monde
- Meilleur classement général : 110e en 2019.
- Meilleur résultat : 23e.

| Année/Classement | Général | Général | Descente | Descente | Slalom | Slalom | Slalom géant | Slalom géant | Super G | Super G | Combiné | Combiné |
| Année/Classement | Class.  | Points  | Class.   | Points   | Class. | Points | Class.       | Points       | Class.  | Points  | Class.  | Points  |
| ---------------- | ------- | ------- | -------- | -------- | ------ | ------ | ------------ | ------------ | ------- | ------- | ------- | ------- |
| 2019             | 110e    | 13      | -        | -        | 52e    | 8      | 53e          | 5            | -       | -       | -       | -       |

### Coupe nord-américaine
- Gagnante du classement général en 2019.
- Gagnante du classement du combiné en 2017.
- Gagnante des classements de slalom, slalom géant et de super G en 2019.
- 13 victoires.

### Championnats des États-Unis
- 6 titres[2] :
  - Titrée en slalom géant en 2015.
  - Titrée en slalom en 2018 et 2019 (parallèle).
  - Titrée en super G en 2018 et 2019.
  - Titrée en combiné en 2019.